# Charles de Cazanove

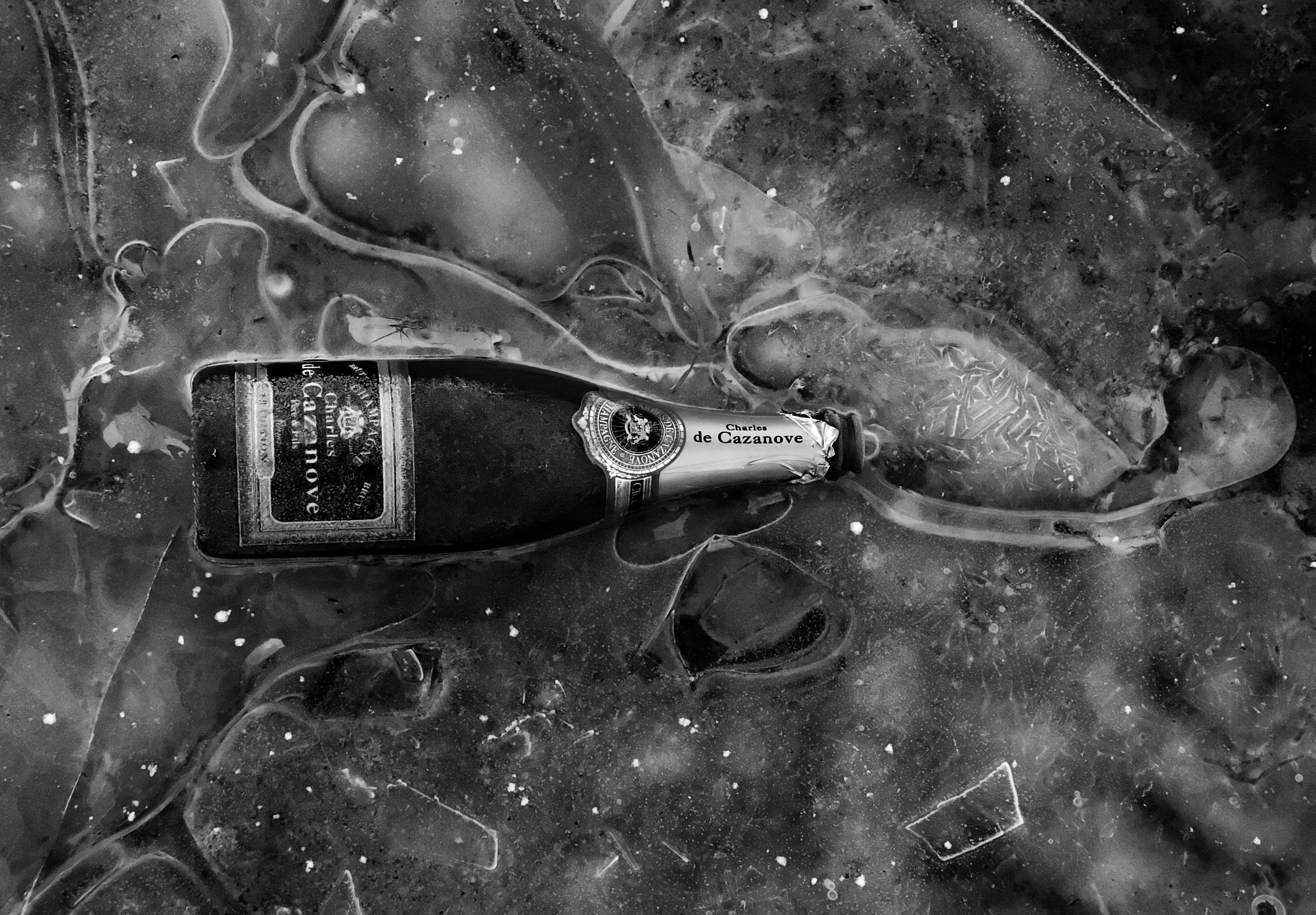
Fles Charles de Cazanove in een ijsbad

Charles De Cazanove is een champagnehuis dat in 1811 werd opgericht en in Reims is gevestigd. De cuvée de prestige van het huis is de Cazanove Stradivarius. Het bedrijf is eigendom van de firma Rapeneau  die ook Mansard Baillet en G.H. Martel & Co. bezit.
Oorspronkelijk was het bedrijf in Avize gevestigd. De zoon van stichter Charles Gabriel De Cazanove, Charles Nicolas ( 1818-1993) had succes met zijn champagnes die door de Franse presidenten Patrice de Mac-Mahon, Sadi Carnot and Emile Loubet werden geschonken. Tot de klanten behoorden ook vorst Metternich en rond de eeuwwisseling koning Eduard VII van het Verenigd Koninkrijk.
Het bedrijf produceert ongeveer drie miljoen flessen champagne per jaar. Voor de vinificatie beschikt het bedrijf over roestvrijstalen tanks, traditionele eiken vaten en koele kelders die in de krijtrotsen zijn uitgehouwen. 
- De Tradition Brut is de Brut Sans Année van het huis. De wijn is geassembleerd uit 10% chardonnay, 60% pinot noir en 30% pinot meunier van verschillende jaargangen.
- De Tradition Premier Cru bestaat uit gelijke delen chardonnay en pinot noir uit grand cru-gemeenten.
- De Tradition Millésime 2003 bestaat uit 40% chardonnay en 60% pinot noir uit de premier cru-gemeenten van de Champagne. Alle druiven die voor deze millésime werden gebruikt werden in 1998 geoogst.
- De Tradition Cazanova bestaat uit 30% chardonnay, 35% pinot noir en 35% pinot meunier.
- De Brut Azur is geassembleerd uit 20% chardonnay, 60% pinot noir en 20% pinot meunier van verschillende jaargangen.
- De Tradition Azure bestaat uit 60% chardonnay, 30% pinot noir en 10% pinot meunier.
- De Grand Apparat bestaat uit 30% chardonnay, 55% pinot noir en 15% pinot meunier.
- De Azure Rosé is een roséchampagne en bestaat uit 20% chardonnay, 45% Pinot Noir, 20 Pinot Meunier, 15% Coteaux champenois rouge.
- De Stradivarius bestaat uit 70% chardonnay, 30% pinot noir.
- De Vieille France Brut bestaat uit 30% chardonnay en 70% pinot noir.
- De Vieille France Millésimé 1998 bestaat uit 40% chardonnay en 60% pinot noir. Alle druiven die voor deze millésime werden gebruikt werden in 1998 geoogst.
- De Vieille France Rosé bestaat voor 30% uit Chardonnay, 70% Pinot Noir en 15 % Coteaux champenois voor de kleur.